# Geir Lundestad
Geir Lundestad (17 tháng 1 năm 1945 – 22 tháng 9 năm 2023) người Na Uy, là một tác giả và giáo sư nổi tiếng của Viện Nobel Na Uy, nơi mà ông đã từng nắm chức giám đốc. Ngoài ra ông Lundestad đã từng làm Bí thư thường trực tại Ủy ban Nobel của Na Uy. Sinh ra tại Sulitjelma, Lundestad đã nghiên cứu lịch sử tại Đại học Oslo và Đại học Tromsø, ông ta đã tốt nghiệp vào năm 1970 với bằng thạc sĩ và bảo vệ tiến sĩ vào năm 1976. Từ năm 1974 đến 1990, ông Lundestad đã được bộ nhiệm các chức giáo sư khác nhau tại Đại học Tromsø trước khi vào làm tại Ủy ban và trường Đại học Nobel của Na Uy. Sau đó, ông đã liên hợp với Trường Đại học Oslo làm phó giáo sư giảng về lịch sử quốc tế. Lundestad dành nhiều năm ở Hoa Kỳ nghiên cứu tại Đại học Harvard, từ năm 1978 đến 1979 và 1983, và tại Trung tâm Woodrow Wilson, Washington, D.C, giữa 1988 và 1989.
Ông qua đời ngày 22 tháng 9 năm 2023, hưởng thọ 78 tuổi.